# 天桥南大街
39°52′50″N 116°23′34″E / 39.88054°N 116.39265°E
天桥南大街是位于北京市东城区西南部的一条大街。

## 简介
天桥南大街北起天坛路，南到永定门内大街北口。因位于天桥以南而得名。明朝时，该大街称“永定门大街”。民国二十三年（1934年）《北平地名典》称“天桥”。民国三十六年（1947年）改称“天桥南大街”。1965年北京市整顿地名时，将西市场南街、西市场东街三巷、西市场东街四巷、公平市场以及平民住宅临街部分并入，统称“天桥南大街”。
天桥的历史可以追溯到明朝。明朝时有一条河，河水自虎坊桥地区流来，到此穿过一座拱弧非常陡的石桥，再往东经金鱼池、状元桥、龙潭湖等等，出北京外城流向通县的张家湾。明朝建坛时，此地东面为天坛围墙，西面为先农坛围墙。明清时期，此地是皇帝赴天坛祭天的必经之道，也是北京人骑射、乘船的场所。旧日，在天坛、先农坛之间，有清朝雍正七年（1729年）修的供皇帝祭天用的一条南北走向的石砌御路。御路北端的桥即名“天桥”，意为此桥是天子专用。桥上设有辖管木，禁止平民通行，平民只能绕行该桥两侧的桥梁。此桥原来是一座单孔石拱桥，拱弧非常陡。清朝光绪三十二年（1906年）整修马路时，改为石梁平桥。民国十六年（1927年）修筑有轨电车时，此桥再度降平，但石栏杆获得保留。中华民国初年的《顺天时报丛谈》记载，天桥为“桥仅三梁，石栏四”，即光绪三十二年整修后的样貌。1934年拓宽道路后，将天桥全部拆除。
1913年，北洋政府拆除了前门外荷包巷的集市，荷包巷的商贩们便在天桥两侧的空地上集资辟建了多条街巷，以开设店铺。后来，一些闯江湖的外地人集中至此地卖艺，比如变戏法、唱大鼓、卖野药、卖估衣、耍猴子、摔跤、练把式，等等。此外，这里还陆续兴建了万盛轩、歌舞台、天乐家、小桃园、丹桂等十多家戏园。天桥从而成为“平民化之娱乐场所”，繁华异常。当时北京知名的天桥八大怪——云里飞、管儿张、花狗熊、王小辫儿、大洋铁壶、大黄兵、大金牙、蹭油的，都是在这里卖艺而闻名。中华人民共和国成立后，天桥南大街两侧店铺林立，既有新建的剧场及影剧院，又有1959年建成的北京自然博物馆。